# Kensuke Nagai
Kensuke Nagai (永井 謙佑, Nagai Kensuke), nascido no dia 5 de março de 1989 em Fukuyama-shi, Hiroshima, é um futebolista japonês que atua como atacante. Atualmente, joga pelo Standard de Liège.

## Infância e juventude
Nagai passou cinco anos no Brasil para o negócio do pai dele desde que ele tinha 3 anos. Ele começou jogando futebol na rua com amigos brasileiros.
A família de Nagai voltou para Kitakyushu, Fukuoka do Brasil, ele continuou jogando futebol no clubes da junior high school e senior high school de Japão.
Nagai entrou em Fukuoka University porque ele não pôde assinar com clubes de profissionais.

## Carreira
Nagai foi escolhido como o Jogador Especialmente Designados por JFA e entrou para Avispa Fukuoka (J. League Division 2) em 2009.
Ele entrou para Vissel Kobe (J. League Division 1) em 2010.
Assinou com o Nagoya Grampus em 2011. Em fim aceitou uma oferta do Standard de Liège até 2017.

## References
1. 1 2  永井謙佑選手、来季新加入内定のお知らせ名古屋グランパス公式サイト インフォメーション2010年12月10日
2. 1 2  Jogador Especialmente Designados por JFA